# Zlatne palice (2005.)
Zlatne palice, prikazan i kao Zlatne čaklje, film koji je Bore Lee snimao tijekom proljeća i ljeta 2005. u Crnoj Gori s lokalnim nezavisnim filmašima "Artikulacija" iz Podgorice. Autor filma je Zoran Bojović, a glazbu je radio Rambo Amadeus. 
Premijera se očekivala početkom 2006. godine, no bila je tek u ožujku 2007. na 6. Reviji amaterskog filma u Zagrebu.
Film je na 2. Trash film festivalu u Varaždinu (13. – 15. rujna 2007.) osvojio Zlatnu motorku u kategoriji borilačkih filmova, te Zlatnu motorku po izboru publike.

## Vanjske poveznice
- Newsletter 4  Arhivirana inačica izvorne stranice od 28. rujna 2007. (Wayback Machine) na 6. RAF-u
- O filmu  Arhivirana inačica izvorne stranice od 28. rujna 2007. (Wayback Machine) Na javno.com
- Trash  Arhivirana inačica izvorne stranice od 11. listopada 2007. (Wayback Machine) 2. Trash film festival